# Club Balonmano Granollers
Der Club Balonmano Granollers (deutsch: Handballclub Granollers; kurz: BM Granollers) ist ein Handballverein aus der Stadt Granollers in Katalonien, Spanien.

## Geschichte
Der Verein wurde am 28. August 1944 als Handballverein für Männer gegründet. Gespielt wurde Feldhandball und Hallenhandball. Schnell wurde der Verein erfolgreich. Die Männer stiegen in die erste spanische Liga auf (Liga Asobal), der sie seitdem durchgehend angehören. Die Männer aus Granollers waren ab 1959 als erster spanischer Verein auch in europäischen Vereinswettbewerben aktiv. Im Handball der Männer gehörte der Verein im Jahr 1984 zu den Gründungsmitgliedern der Asociación de Clubes Españoles de Balonmano. Im Jahr 1967 wurde auch eine Frauen-Sparte gegründet, die seit 2014 ebenfalls in der ersten Liga (División de Honor) spielt.

## Spielstätte
Die Heimspielstätte des Vereins ist der Palau d’Esports de Granollers.

## Frauen
Ab dem Jahr 1967 wurde auch Frauenhandball in Granollers betrieben. Der Verein stellte eine große Zahl an Mannschaften auf, das brachte im Jahr 2014 auch den Aufstieg der ersten Mannschaft aus der División de Honor Plata in Spaniens höchste Liga, die División de Honor. Aus Sponsoringgründen spielt der Verein unter dem Namen KH-7 BM Gronollers.
In den Spielzeiten 2019/20 und 2020/21 nahm das Team auch am europäischen Vereinswettbewerb EHF Challenge Cup bzw. EHF European Cup teil.

### Erfolge
- Gewinn der Supercopa de Cataluña 2014, 2015, 2016, 2017, 2018, 2019, 2020
- Gewinn der zweiten spanischen Liga 2014

### Bekannte Spielerinnen
Eine der erfolgreichen Spielerinnen des Vereins ist Kaba Gassama.

## Männer
Das Männerteam spielt durchgehend seit 1965 in der höchsten spanischen Spielklasse, der Liga Liga Asobal (bis 1990: División de Honor). Die Heimstätte des Vereins, der bei Heimspielen in weiß-blauer und bei Auswärtsspielen in rot-weißer Spielkleidung antritt, ist die Arena Palau D'Esports de Granollers mit einer Kapazität von rund 6500 Plätzen.
Seit dem Jahr 2004 ist das Unternehmen Fraikin Hauptsponsor des Vereins, der damit als Fraikin BM Granollers auftritt.

### Erfolge
Mit zehn Landesmeistertiteln (1959, 1960, 1961, 1966, 1967, 1968, 1970, 1971, 1972 und 1974) ist der BM Granollers der zweiterfolgreichste Verein auf nationaler Ebene hinter dem spanischen Rekordmeister FC Barcelona. Darüber hinaus gewann der Verein dreimal (1958, 1970 und 1974) die Copa del Rey de Balonmano sowie einmal (1994) die Copa ASOBAL.
In europäischen Vereinswettbewerben siegte der BM Granollers einmal (1976) im Europapokal der Pokalsieger und zweimal (1995 und 1996) im EHF-Pokal. Im Jahr 1996 erreichte die Mannschaft darüber hinaus das Finale der EHF Champions Trophy, unterlag jedoch dem FC Barcelona. In der EHF European League 2022/23 erreichte die Mannschaft das Endspiel, das gegen die Füchse Berlin mit 31:36 verloren wurde.

### Ehemalige Spieler
Zu den Spielern des Vereins gehörten auch Darko Galić, Wjatscheslaw Atawin, Juan Andreu, Joan Cañellas, Per Carlén, Patrik Ćavar, David Davis, Jaume Fort, Mateo Garralda, Peter Gentzel, Venio Losert, Cristian Malmagro, Enric Masip, Draško Nenadić, Ivan Nikčević, Jordi Núñez, Fredrik Ohlander, Albert Rocas, Geir Sveinsson, Aleksandar Svitlica, Ljubomir Vranjes und Veselin Vujović.

### Trainer
Seit 2018 ist Antonio Rama Trainer der Mannschaft.
Manuel Montoya trainierte die Mannschaft des BM Granollers in der Liga Asobal von 1992 bis 1997 sowie von 2002 bis 2007.
Unter Miguel Roca Mas gewann der Verein in den Jahren 1966, 1967, 1968, 1970, 1971, 1972 und 1974 jeweils die spanische Meisterschaft in der División de Honor sowie 1970 und 1974 den spanischen Pokalwettbewerb, die Copa del Generalísimo. Mit seiner Mannschaft gewann Roca von April 1969 bis Februar 1972 insgesamt 72 Spiele in Folge.